# 포틀랜드 팀버스 2
포틀랜드 팀버스 2(Portland Timbers 2)는 MLS 넥스트 프로에 소속된 미국의 프로축구단이자 포틀랜드 팀버스의 리저브팀으로 오리건주 포틀랜드를 연고지로 하고 있으며 프로비던스 파크를 홈 경기장으로 사용하고 있다.

## 역대 홈경기장
| 경기장            | 사용기간              | 장소              | 팀명              | 비고 |
| ----------------- | --------------------- | ----------------- | ----------------- | ---- |
| 메를로 필드       | 2015년~2016년, 2019년 | 오리건주 포틀랜드 | 포틀랜드 팀버스 2 | 빈칸 |
| 프로비던스 파크   | 2017년~2019년         | 오리건주 포틀랜드 | 포틀랜드 팀버스 2 | 빈칸 |
| 힐즈브로 스타디움 | 2020년~2022년         | 오리건주 포틀랜드 | 포틀랜드 팀버스 2 | 빈칸 |
| 프로비던스 파크   | 2023년~현재           | 오리건주 포틀랜드 | 포틀랜드 팀버스 2 | 빈칸 |

## 선수 명단

### 현역
참고: FIFA 자격 규정에 따라 소속된 국가대표팀 국기를 표시합니다. 선수는 복수의 FIFA 비회원국 국적을 가지고 있을 수 있습니다.
| 번호 | 포지션 | 국적 | 이름 |
| ---- | ------ | ---- | ---- |

| 번호 | 포지션 | 국적 | 이름 |
| ---- | ------ | ---- | ---- |

## 역대 감독
| 감독          | 임기        |
| ------------- | ----------- |
| 앤드류 그레거 | 2016 ~ 2017 |

## 메이저 리그 사커제휴팀
- 포틀랜드 팀버스 (포틀랜드, 오리건)